# Yvorne
Yvorne je obec na jihozápadě Švýcarska, v okrese Aigle v kantonu Vaud. Žije zde přibližně 1 100 obyvatel.

## Geografie

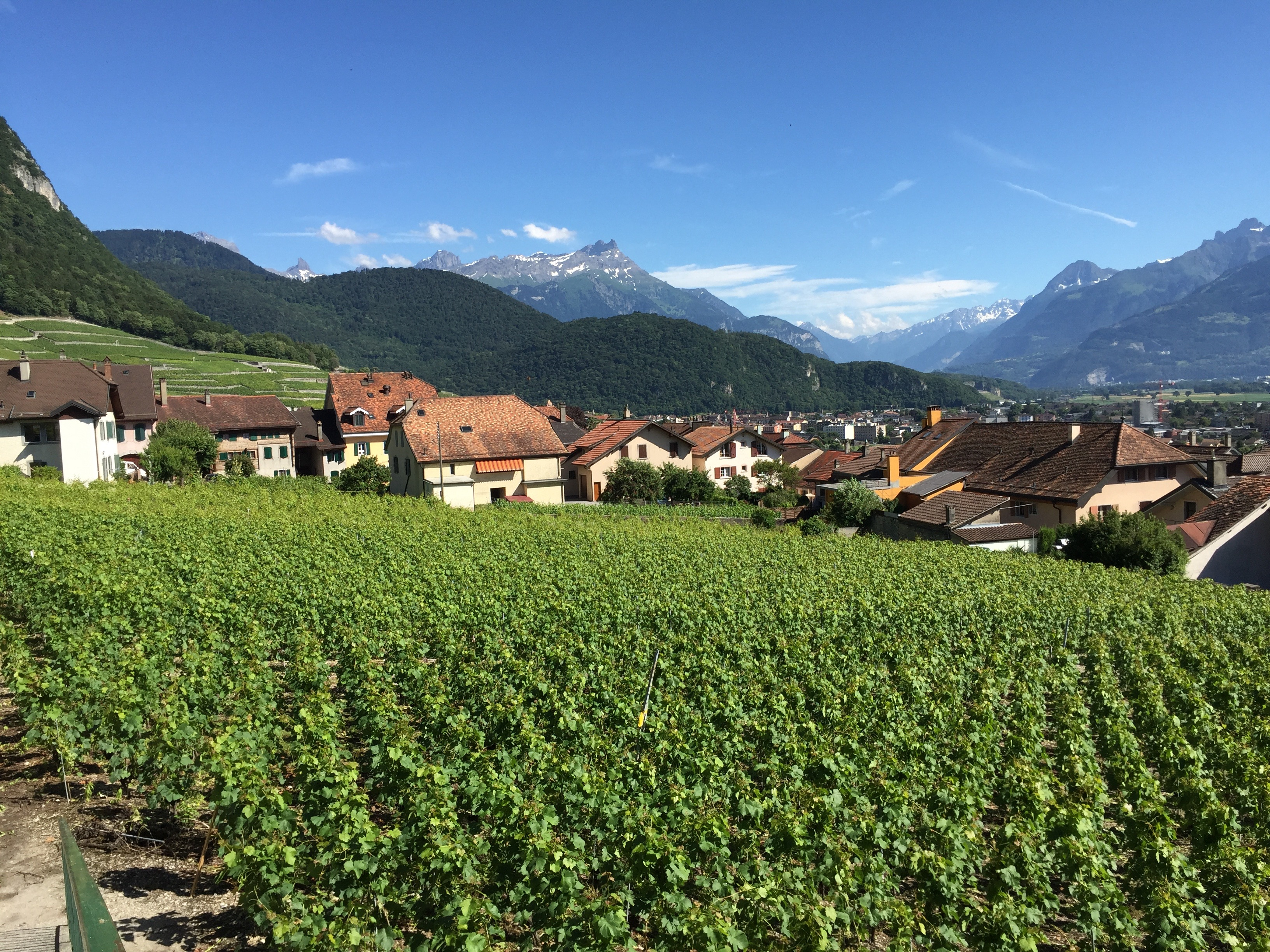
Yvorne

Yvorne leží v nadmořské výšce 454 m, vzdušnou čarou 1,5 km severoseverozápadně od okresního města Aigle. Obec se nachází na mírně vyvýšeném místě ve vinicích na východním okraji údolí Rhôny, na říčce Torrent d’Yvorne, na západním úpatí výšiny Tour d’Aï.
Území obce o rozloze 12,2 km² zahrnuje část údolí Rhôny a přilehlé svahy Vaudských Alp. Na západě je území ohraničeno kanalizovaným tokem Rhôny a na jihu jejím pravostranným přítokem Grande Eau. Od Rhôny se území obce rozprostírá východním směrem po plochém dně údolí, které je široké až 4 km. Na severu se z této roviny zvedají strmé svahy Plan Favey a Sex des Nombrieux. U Yvorne, na úpatí svahu, se nachází akumulační oblast naplavenin z řeky Torrent d’Yvorne, která je porostlá vinnou révou. Východně od obce se zvedá lesnatý svah Les Lavanches. Nejvyššího bodu Yvorne se dosahuje pod horou Prafandaz, která patří k Leysinu, ve výšce 1540 m n. m. Na vrcholku se nachází hora Prafandaz. V roce 1997 bylo 9 % rozlohy obce pokryto zastavěnou plochou, 40 % lesy a lesními porosty, 48 % zemědělskými plochami a necelá 3 % neproduktivní půdou.
K obci Yvorne patří osady Versvey (382 m n. m.) v rovině Rhôny, Les Rennauds (435 m n. m.) západně od Torrent d’Yvorne, Vers-Morey (521 m n. m.) a Vers-Monthey (550 m n. m.) nad obcí, jakož i několik samostatných farem v rovině Rhôny. Sousedními obcemi Yvorne jsou Chessel, Roche, Corbeyrier, Leysin a Aigle v kantonu Vaud a Vouvry v kantonu Valais.

## Historie

Letecký pohled (1952)

Na území obce pravděpodobně existovala osada již v římské době. V té době vedla přes Yvorne důležitá obchodní cesta z Aventicum (Avenches) přes Octodurum (Martigny) přes Velký Svatobernardský průsmyk do Itálie.
První písemná zmínka o obci pochází z roku 1020 a nese název Evurnum. Později se objevily názvy Yvorna (1332) a Yvornaz (1588). Od středověku patřilo Yvorne pánům z Aigle, kteří byli od 13. století pod svrchovaností savojských hrabat.
Po dobytí panství Aigle Bernem v roce 1476 přešlo Yvorne pod správní jednotku Aigle. V důsledku zemětřesení došlo 4. března 1584 na svahu nad Corbeyrier k sesuvu půdy, který těžce postihl i Yvorne a vyžádal si mnoho obětí. S podporou Bernu byla vesnice Yvorne od roku 1608 obnovena o něco jižněji.
Po pádu Staré švýcarské konfederace patřila obec v letech 1798–1803 v období helvétského soustátí ke kantonu Léman, který byl poté po vstupu v platnost Ústavy o zprostředkování sloučen s kantonem Vaud. V roce 1798 byla přiřazena k okresu Aigle. Politicky samostatnou obcí se Yvorne stala až v roce 1831, kdy byla vyčleněna z velké farnosti Aigle.

## Obyvatelstvo
| Vývoj počtu obyvatel | Vývoj počtu obyvatel | Vývoj počtu obyvatel | Vývoj počtu obyvatel | Vývoj počtu obyvatel | Vývoj počtu obyvatel | Vývoj počtu obyvatel | Vývoj počtu obyvatel | Vývoj počtu obyvatel | Vývoj počtu obyvatel | Vývoj počtu obyvatel | Vývoj počtu obyvatel | Vývoj počtu obyvatel | Vývoj počtu obyvatel | Vývoj počtu obyvatel | Vývoj počtu obyvatel | Vývoj počtu obyvatel |
| -------------------- | -------------------- | -------------------- | -------------------- | -------------------- | -------------------- | -------------------- | -------------------- | -------------------- | -------------------- | -------------------- | -------------------- | -------------------- | -------------------- | -------------------- | -------------------- | -------------------- |
| Rok                  | 1850                 | 1860                 | 1870                 | 1880                 | 1888                 | 1900                 | 1910                 | 1920                 | 1930                 | 1941                 | 1950                 | 1960                 | 1970                 | 1980                 | 1990                 | 2000                 |
| Počet obyvatel       | 744                  | 818                  | 874                  | 854                  | 865                  | 872                  | 924                  | 806                  | 782                  | 723                  | 772                  | 764                  | 755                  | 823                  | 951                  | 962                  |

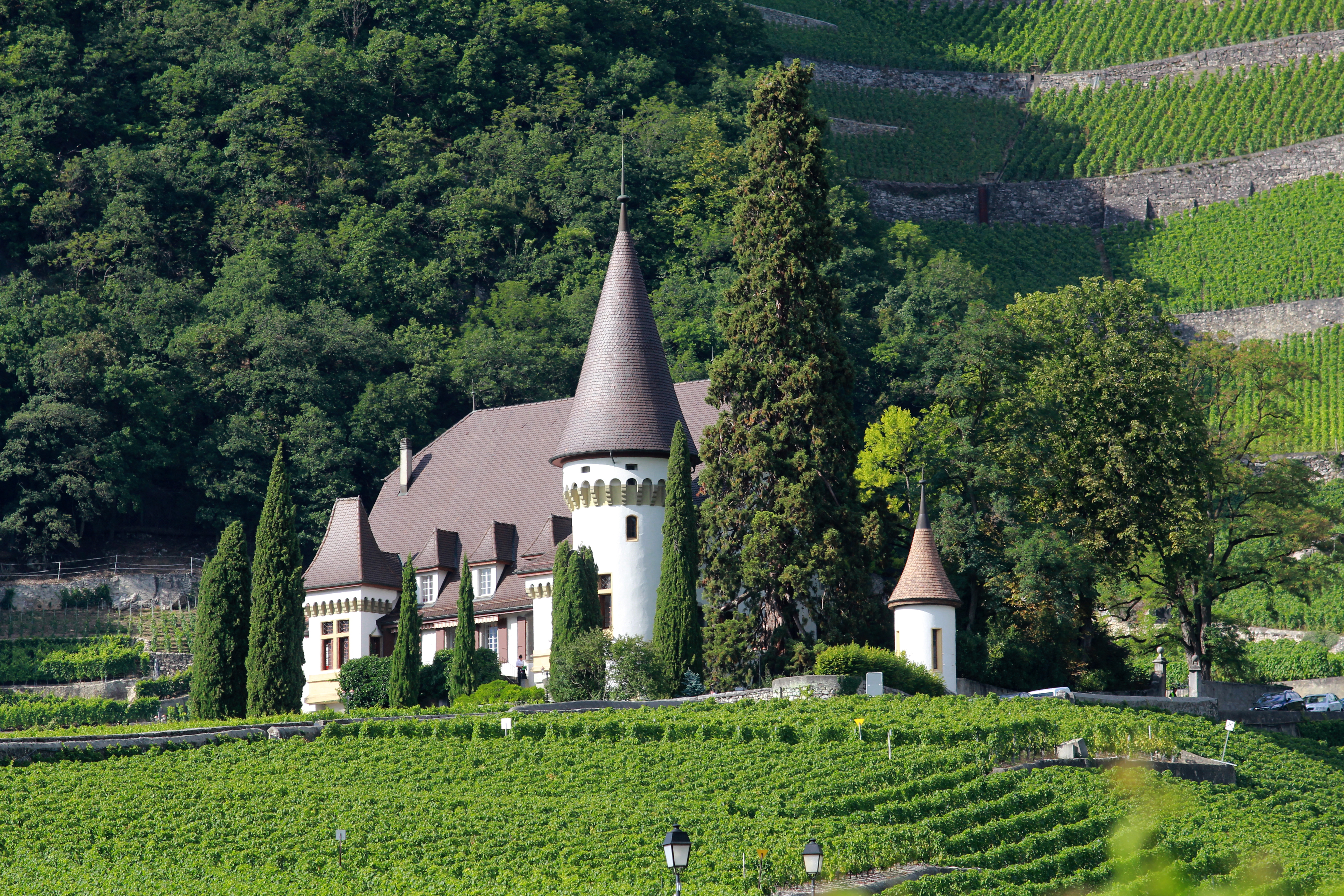
Budova European University v Yvorne

Z celkového počtu obyvatel je 90,8 % francouzsky mluvících, 3,5 % německy mluvících a 2,0 % italsky mluvících (stav v roce 2000). V roce 1900 žilo v Yvorne celkem 872 obyvatel. V průběhu 20. století počet obyvatel klesl až na 755 v roce 1970. Od té doby počet obyvatel opět výrazně vzrostl.

## Hospodářství

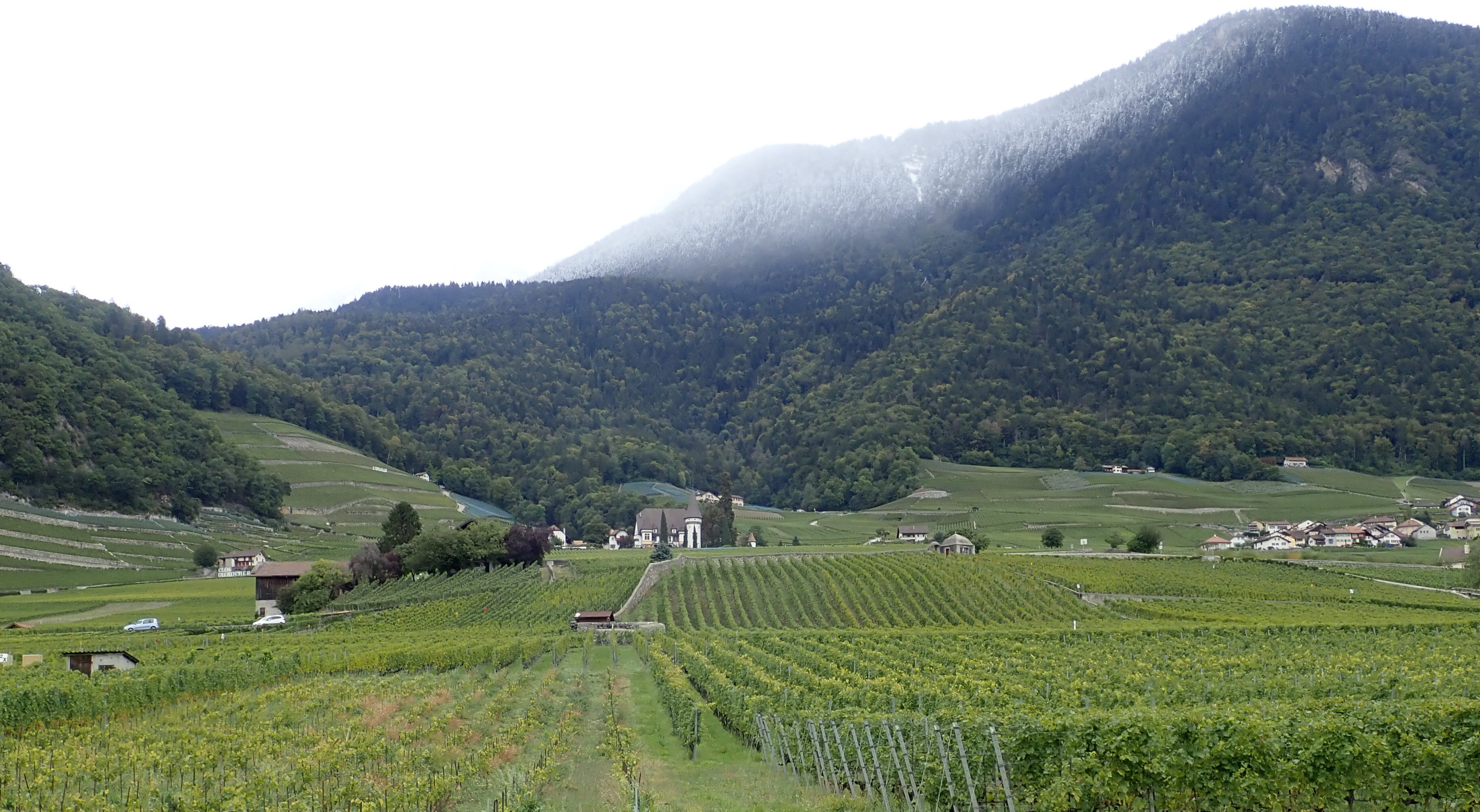
Vinice v okolí Yvorne

Až do druhé poloviny 20. století byla Yvorne vesnicí, která se vyznačovala převážně zemědělstvím. I dnes je více než 55 % místní pracovní síly zaměstnáno v primárním sektoru. S rozlohou vinic něco přes 160 hektarů je Yvorne jednou z nejvýznamnějších vinařských obcí kantonu Vaud. Hlavní odrůdou vinné révy je Chasselas, pěstuje se však také Rulandské modré a Gamay. Vyrábějí se červená i bílá vína. Rozsáhlá rovina Rhôny je ideální pro zemědělství, pěstování zeleniny a ovoce. Nachází se zde řada velkých skleníků.
Další pracovní místa jsou k dispozici v místních malých podnicích a ve službách (především ve vinných sklepech a vinotékách). V posledních letech vznikla na hranici s Aigle malá obchodní zóna. V posledních desetiletích se obec rozvíjí jako obytná obec. Mnoho zaměstnanců proto dojíždí za prací do větších měst v údolí Rhôny a do regionu Vevey-Montreux.

## Doprava

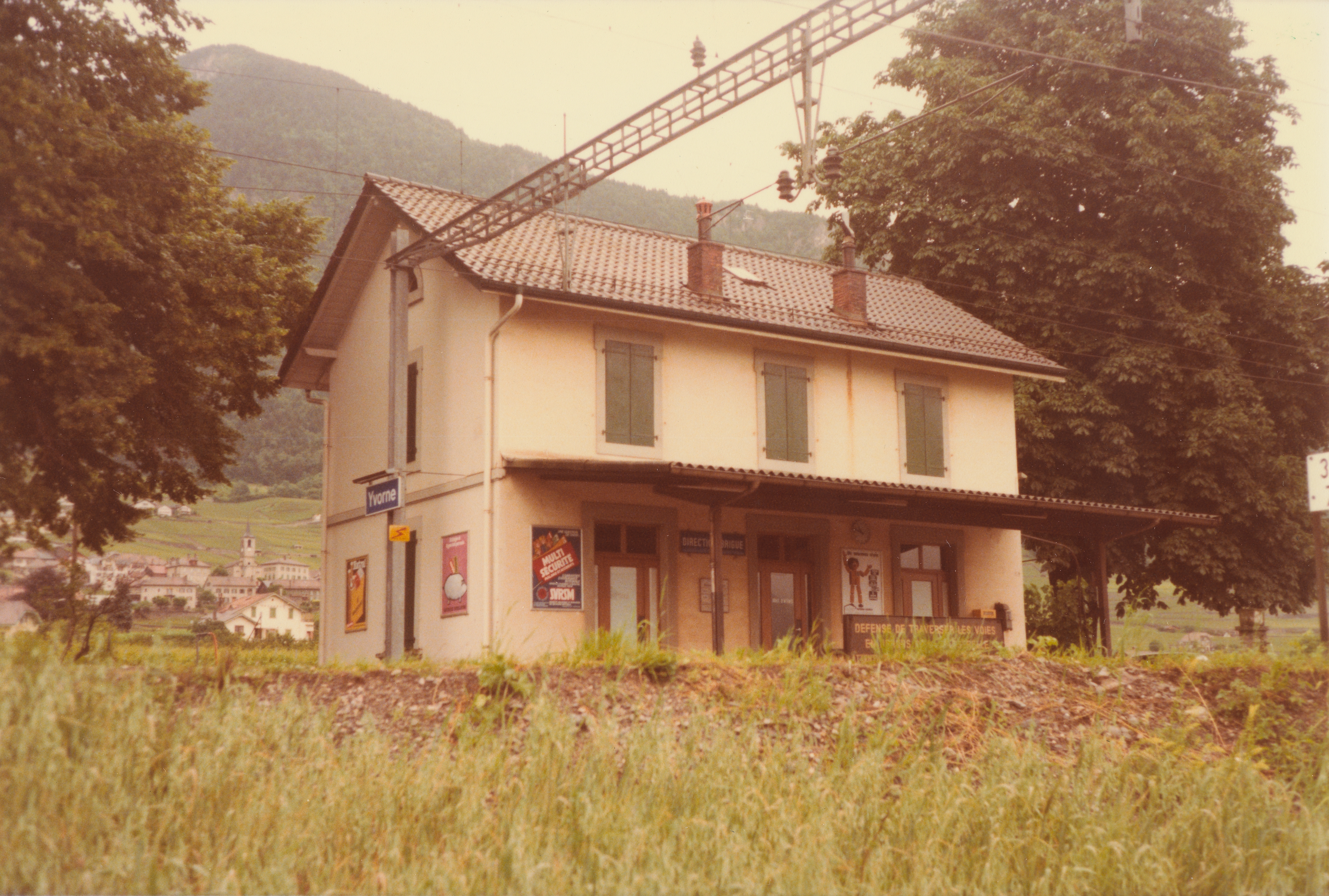
Budova železniční stanice Yvorne

Obec má dobré dopravní spojení. Nachází se hned vedle hlavní silnice č. 9, která vede z Lausanne přes Montreux do Valais. Nejbližší sjezd dálnice A9 (Lausanne–Sion), která byla otevřena v roce 1970 a prochází obcí, je vzdálen asi 3 km od centra obce. Dne 10. června 1857 byl otevřen úsek železniční trati Villeneuve–Bex (Simplonská dráha) z Lausanne do Valais se zastávkou v Yvorne. Tato zastávka byla později zrušena a nejbližší železniční stanice se tak nachází v Aigle; dopravní obslužnost obce zajišťuje autobusová linka, která jezdí z Aigle do Corbeyrier.